# Coba

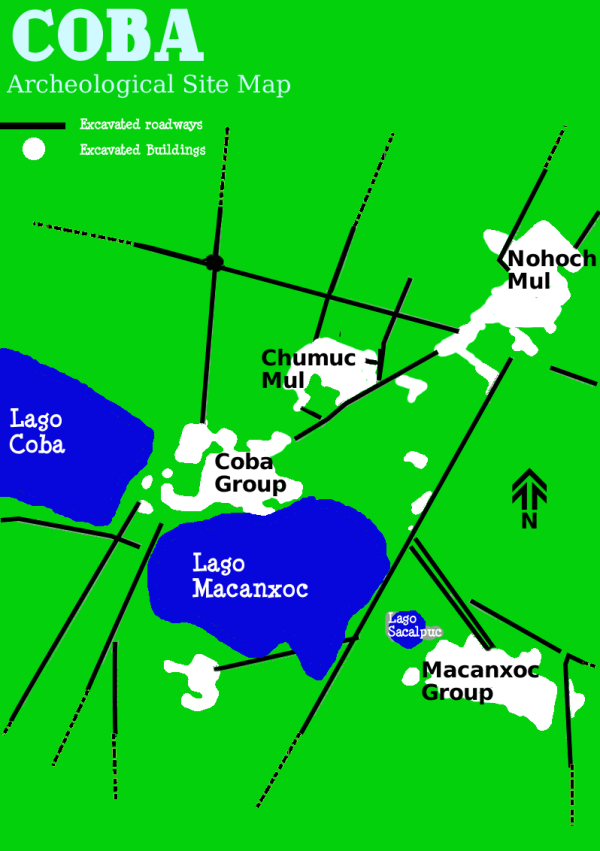
Cobamap

Den historiska staden Koba (eller Cobá på spanska) är en arkeologisk plats i delstaten Quintana Roo i sydöstra Mexiko, cirka 150 km söder om Cancún på östra Yucatánhalvön.

## Historia
Staden uppfördes under mayaepoken. Staden blomstrade mot slutet av den klassiska mayaperioden cirka 600- till 900-talen och förlorade sakteligen i betydelse under den senare delen av den efterklassiska mayaperioden cirka 1000- till 1200-talet.
Området är utspritt runt fem laguner och uppdelat i olika grupper som förbinds genom så kallade sacbe (upphöjda stenbelagda vägar). Området utforskades ordentligt först år 1926 av den irländske amatörarkeologen Thomas Gann.

## Byggnader
Mycket av arkitekturen i Koba är fortfarande bevarad men endast en liten del är öppet för allmänheten. Bland framstående byggnader kan nämnas:
- Kyrkan - Iglesia
- Nohoch Mul-templet
- Pyramiden
- Chucmuc Mul-templet
- Borgen - Castillo
- Bollplanen

## Galleri

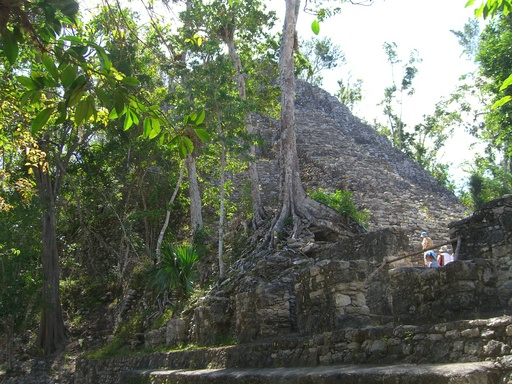
Pyramiden
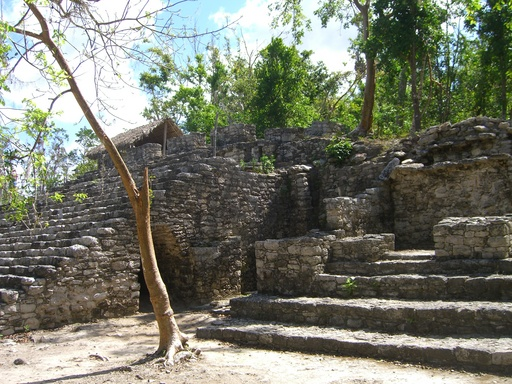
El Castillo
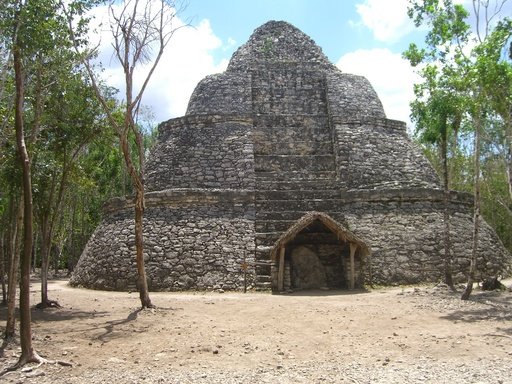
Lilla Pyramiden
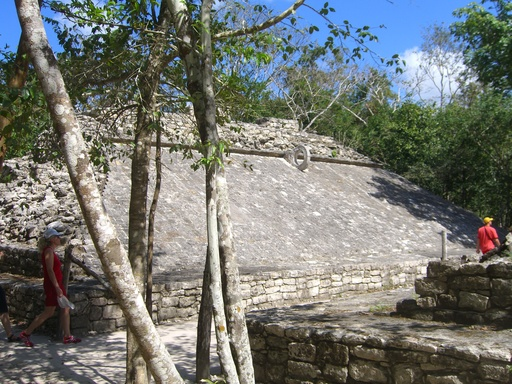
Bollplanen